# B ZONE GROUPの関連企業一覧
B ZONE GROUPの関連企業一覧（ビーゾーングループのかんれんきぎょういちらん）は、株式会社B ZONE（旧ビーイング）の子会社及び関連会社の一覧である。

## 音楽出版社
- 株式会社ビー企画室
- 株式会社ビーゾーンミュージック（旧ビーイングパブリッシング）
- 株式会社ギザミュージック

## ソフトウェア会社
メジャーレーベル
- 株式会社B ZONE（発売元：販売元：B ZONE）
  - B ZONE（主な規格品番はJB※Z-xxxx） - 各レーベルに属さないアーティスト。
  - B-Gram RECORDS（主な規格品番はJB※J-xxxx）
  - ZAIN RECORDS（主な規格品番はZA※L-xxxx）
  - NORTHERN MUSIC（主な規格品番はVN※M-xxxx） - 法人は2011年にBeingに吸収。
  - pure:infinity（規格品番はJB※P-xxxx） - 2009年に設立したレーベル、2014年アーティスト不在のため消滅。
  - VERMILLION RECORDS（主な規格品番はBM※R-xxxx） - 法人としては現存。
  - B-VISION（主な規格品番はON※※-xxxx） - 映像ソフト制作レーベル。法人はBeingに吸収。
  - White Cafe（主な規格品番はJB※W-xxxx） - 2015年に設立したレーベル。
  - Honey Bee Records（主な規格品番はHC※B-xxxx） - 2016年に設立したレーベル。
  - NiM RECORDS（主な規格品番はJB※N-xxxx） - 2019年に設立したレーベル。
  - 海峡レコード（主な規格品番はJB※K-xxxx） - 2019年に設立した演歌専門レーベル。
  - asistobe（主な規格品番はJB※Z-xxxx） - 2020年に設立したZ世代クリエイターレーベル。

販売委託している別会社
- 株式会社ギザ（発売元：販売元：B ZONE）
  - GIZA studio（主な規格品番はGZ※A-xxxx）
  - O-TOWN Jazz（主な規格品番はGZ※A-xxxx） - 旧名はGIZA JAZZ。ジャズ系専門レーベル。
  - D-GO（主な規格品番はGZ※D-xxxx）
  - CRIMZON（主な規格品番はCCR-xxxx） - ビジュアル系専門レーベルとして設立。
- South to North Records - 長戸大幸の実弟長戸秀介が経営するレイズインのレーベル。

インディーズレーベル
- ZAZZY
- Magnifique
- TENT HOOUSE

## マネジメントオフィス
- 株式会社VERMILLION - B'zの個人事務所
- 株式会社SENSUI - 坂井泉水の個人事務所
- 株式会社LOOP - 倉木麻衣の個人事務所
- 株式会社ギザアーティスト（主に関西在住のアーティストが所属）
- 株式会社ZAIN ARTISTS
- 株式会社Ading
- 株式会社White Dream
- 株式会社Signaled Yellow
- 株式会社ワームホール - Qyotoがメジャーデビューする際に、アリオラジャパンとの契約に合わせて2017年に大阪に設立。
- 株式会社ビーゾーン

## プロモーション
- 株式会社MRM

## 音楽制作会社
- 株式会社ZAIN PRODUCTS
- 株式会社GIZA

## スタジオ運営
- 株式会社REDWAY
- 株式会社GREENWAY

## デザイン・映像
- 株式会社グランジ - CDジャケットや販促物の制作、ウェブサイト管理（大阪）。
- 株式会社音都 - サンテレビジョンにて『いつありのブラ街』をサンテレビと共同で制作。
- 株式会社SUSAN（大阪北堀江）

かつてはテレビ番組『MU-GEN』を単独で制作しており、後番組の『MUSIC FOCUS』はC-Factoryの共同制作である。

## ネット関連・配信
- YouTube beingチャンネル
- ニコニコ動画 beingチャンネル

## 不動産会社
- 株式会社ビープラネッツ
- 株式会社ビープランニング
- 株式会社アトラスト
- 株式会社ルナ
- 株式会社ブリリアント・エステート
- 株式会社ゼゼコーポレーション
- 株式会社二葉ビル
- 株式会社リアルエステート
- 株式会社ブルージーリアルエステート
- 株式会社ドリーマップス - 主には飲食店の経営管理を行う部門であるが、不動産部門も有する。
- 株式会社セレステ - 長戸大幸個人の邸宅で働くスタッフ等の採用もしている。
- 株式会社チアキス（旧株式会社ブルージー） - 長戸千晶（碧井椿）が代表取締役を務める会社で不動産営業部（主に海外不動産の管理）の他にカフェや大型美容サロンの運営管理も行なっている。
- 株式会社ウィーズ - 元々は長戸大幸が大阪に設立した音楽制作会社だったが、現在は東京に本社を移し自社ビルの管理を行なっている。

## 事務・法務
- 株式会社Treasury
- 株式会社Zaimu

## イベントホール・施設
- 堂島リバーフォーラム
- DOJIMA FORUM TEAM
- hillsパン工場
- フジグラン今治
- サファ福山

## その他
- 株式会社GIZAグループ
- 株式会社JCU - 運送、コンサートのLED照明。
- 株式会社ラナイ
- 株式会社エムアールエム
- 株式会社ビービービー - 損害保険代理店
- 株式会社エタン - 不動産担保ローン
- 株式会社ビーイングパブリッシャー
- 株式会社ジースクール
- 株式会社ビーインググローバルプロジェクト
- 株式会社Being Inc. FAT div.
- 株式会社Creedence
- 九十九ラーメン（運営会社 株式会社ホワイトドリーム）
  - 九十九ラーメン恵比寿本店
  - 九十九ラーメン津田沼店
- 株式会社ドリーマップス
  - うぃるそば大阪南堀江店
  - うぃるそば長野戸隠本店
  - café NoHo 大阪堀江店
- MARBELLA - 美容サロン
- 株式会社アモン - 飲食業・テナントビル管理
- 株式会社ジー企画室
- 株式会社マカナ - ライブハウス運営・企画
- アルコインターナショナル株式会社
- 株式会社グリフィン